# ヴィクトル・ゴルバトコ
ヴィクトル・ヴァシリエヴィチ・ゴルバトコ（ロシア語: Ви́ктор Васи́льевич Горба́тко、1934年12月3日 - 2017年5月17日）はソビエト連邦の宇宙飛行士。

## 概要
1960年3月7日に宇宙飛行士に選抜される。ソユーズ7号、ソユーズ24号、ソユーズ37号に搭乗した。
1982年に宇宙計画から離れた後、モスクワの空軍工科大学の教授として勤める。ソ連邦英雄（1969年、77年）の一人。

## 略歴
1934年12月3日に、クラスノダール地方のニュータウンであるヴェンツィ-ザリャで生まれた。1953年にパヴログラツキー軍事航空学校でパイロットの初等訓練を終え、1956年にはバタイスキー軍事航空学校を卒業する。宇宙飛行士に選抜されるのは1960年だった。1968年にはジュコーフスキー記念空軍工科大学を卒業(後の87年には同校の学長に就任している)。
初めての宇宙飛行を達成したのは1969年10月12日から17日にかけてだった。ソユーズ7号である（正確には4昼夜と23時間）。二度目は1977年2月のソユーズ24号であり、宇宙ステーション・サリュート5号だった。1980年6月のソユーズ36号、ソユーズ37号、そして宇宙ステーション・サリュート6号が三度目である。ベトナム人のファム・トゥアンはそのときのパートナーの1人だった。

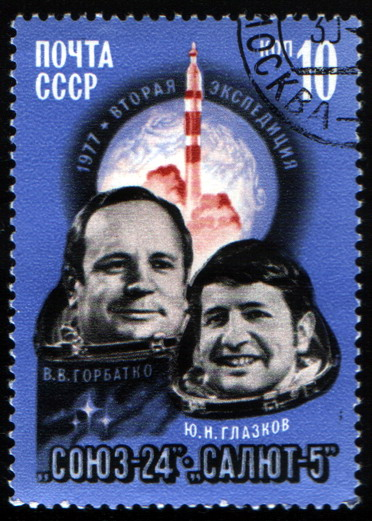
記念切手になったゴルバトコ（左）

1974年には、ロシア・モンゴル友好協会の理事長に選出される。89年3月には人民代議員選挙に当選、第1回最高会議のメンバーにもなった。
2003年にはソ連邦英雄を二度受賞した副賞として、クラスノダール地方ノバクバーンスクでヴィクトル・ゴルバトコの記念碑の除幕式が行われた。銅像は宇宙帽こそかぶっていないものの宇宙服を着た彼の面影をよく伝えている。
2005年、ユコス社の元役員たちに制裁を求める嘆願書へ署名した50名の著名人の一人となった。